# 下邳
下邳，漢代、三國時期地名，其旧址位于現在的江苏省睢宁县古邳镇，清朝年间郯城大地震，下邳都城才由古邳镇迁往今天的邳州市。
下邳地名起源是在戰國時期，齊威王封鄒忌當下邳的成侯，開始稱該地為“下邳”。
秦屬於東晦郡。
西漢屬於東海郡。劉邦改封韓信為楚王，韓信楚国定都在下邳。
東漢屬於下邳國，治所下邳（今江蘇省睢寧縣北部），西元72年，漢明帝成立下邳國，封他的兒子劉衍為下邳王。
三國時期屬於徐州，治所下邳。
西晉屬於下邳國，治所下邳。
北魏屬於下邳郡。
隋朝屬下邳郡，治所宿豫（今江蘇省宿遷市）。
唐朝屬於泗州，治所臨淮（今江蘇省盱眙縣）。
後周時期屬於武寧節度使。
北宋時期屬於京東東路淮陽軍。
金朝時期屬於山東西路淮陽軍。
元朝時期屬於河南江北行省的歸德府。
明朝時期屬於南直隸。
清朝時期因郯城大地震，治所由今天的睢寧縣北部，遷往今邳州市境內。
中華民國時期治邳睢縣
1953年邳睢縣南部劃入睢寧縣，北部劃入邳縣。